# Volker Wissing

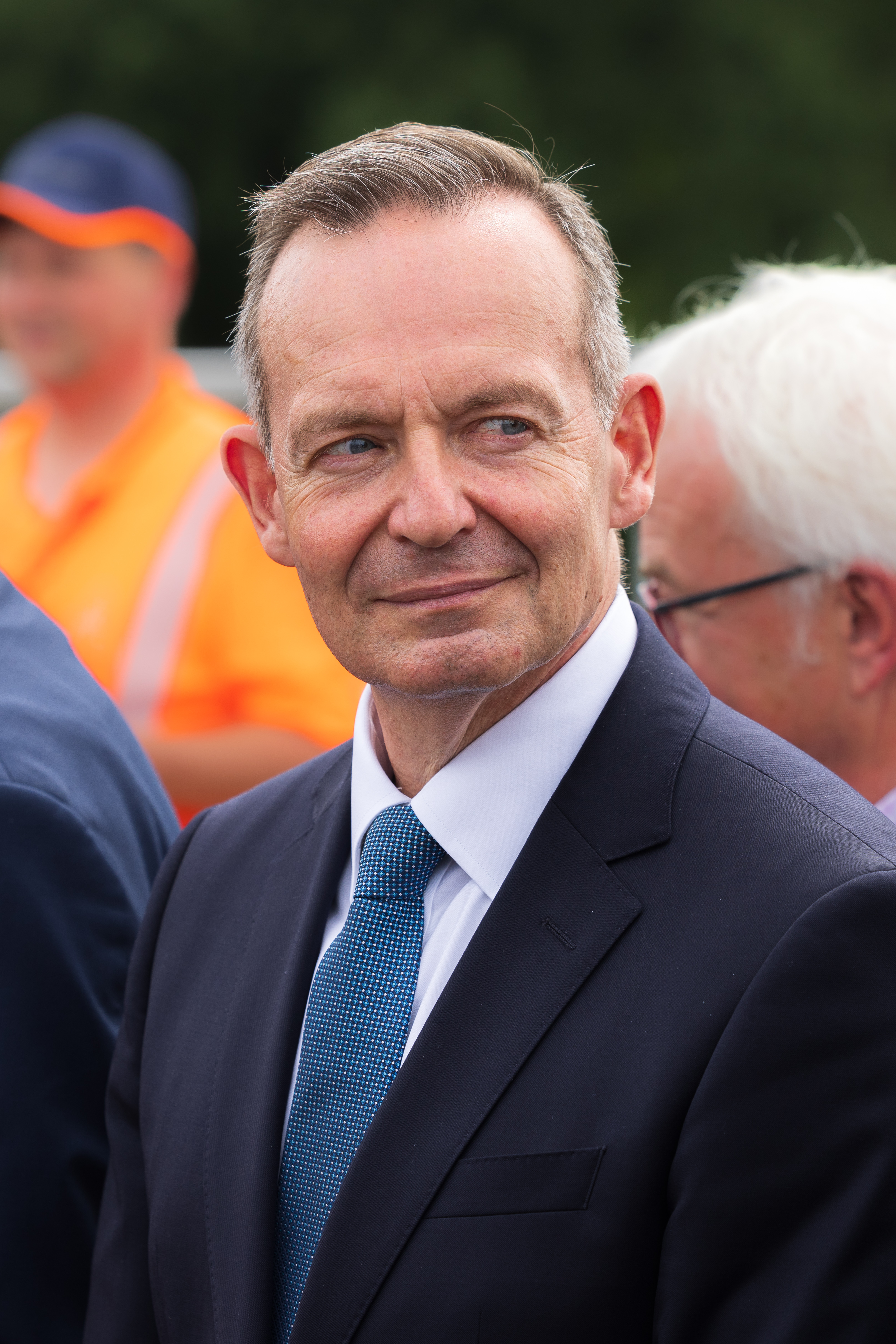
Volker Wissing (2023)

Volker Wissing (* 22. April 1970 in Landau in der Pfalz) ist ein deutscher Politiker (parteilos, bis 2024 FDP) und Jurist. Er war von 2021 bis 2025 Bundesminister für Digitales und Verkehr und von 2024 bis 2025 zusätzlich Bundesminister der Justiz im Kabinett Scholz.
Er war von 2011 bis 2024 Landesvorsitzender der FDP Rheinland-Pfalz. Von 2016 bis 2021 war er rheinland-pfälzischer Minister für Wirtschaft, Verkehr, Landwirtschaft und Weinbau sowie stellvertretender Ministerpräsident. Von 2020 bis 2022 war er Generalsekretär der FDP; zuvor amtierte er ab 2013 als Beisitzer im Präsidium der Bundespartei.

## Leben und Beruf
Nach dem Abitur 1989 am Staatlichen Gymnasium Bad Bergzabern absolvierte Wissing ein Studium der Rechtswissenschaft an der Universität des Saarlandes in Saarbrücken und an der Albert-Ludwigs-Universität in Freiburg im Breisgau, welches er 1994 mit dem ersten juristischen Staatsexamen beendete. Nach Ableistung des Referendariats 1996 und bestandenem zweiten Staatsexamen war er anschließend Leiter der Widerspruchsstelle der Sonderabfallmanagement Gesellschaft (SAM) GmbH in Mainz. 1997 erfolgte seine Promotion zum Dr. jur. an der Universität Münster mit der Arbeit Überlassungspflichten begründende Gemeinwohlinteressen im System des Kreislaufwirtschafts- und Abfallgesetzes.
Anschließend war er zuerst Richter beim Landgericht Zweibrücken im Justizdienst des Landes Rheinland-Pfalz und wechselte noch im Juli 1997 als Staatsanwalt an das Landgericht Landau in der Pfalz. Von März bis Dezember 1999 war er Richter am Amtsgericht Landau in der Pfalz. Von 2000 bis 2004 war Wissing abgeordnet als Persönlicher Referent des Justizministers von Rheinland-Pfalz Herbert Mertin (FDP). 2001 wurde er zum Richter am Landgericht ernannt.
Wissing wurde am 23. Januar 2004 Mitglied des Deutschen Bundestages. Er rückte für Marita Sehn nach.
Nach dem Ausscheiden aus dem Bundestag wurde Wissing am 27. Dezember 2013 zum Generalsekretär des Senate of Economy International ernannt, der internationalen Dachorganisation des „Senates der Wirtschaft“. Er gründete 2014 die auf Wirtschaftsrecht, Wirtschaftsstrafrecht, Erbrecht und Vermögensnachfolge ausgerichtete Kanzlei „Wissing Rechtsanwälte“. Er kaufte 2014 auch die Erbrechtskanzlei Dr. Kerscher und Kollegen und integrierte sie in seine Kanzlei.
Volker Wissing stammt aus einer calvinistischen Familie. Er ist verheiratet und Vater einer Tochter. Die Familie besitzt ein Weingut. Parallel zu seinem Abitur legte er die C-Prüfung als Kirchenmusiker ab. Er war jahrelang als Organist an der protestantischen Pfarrkirche (ehemals Sankt Oswald) in Heuchelheim-Klingen bei Gottesdiensten tätig.

## Partei

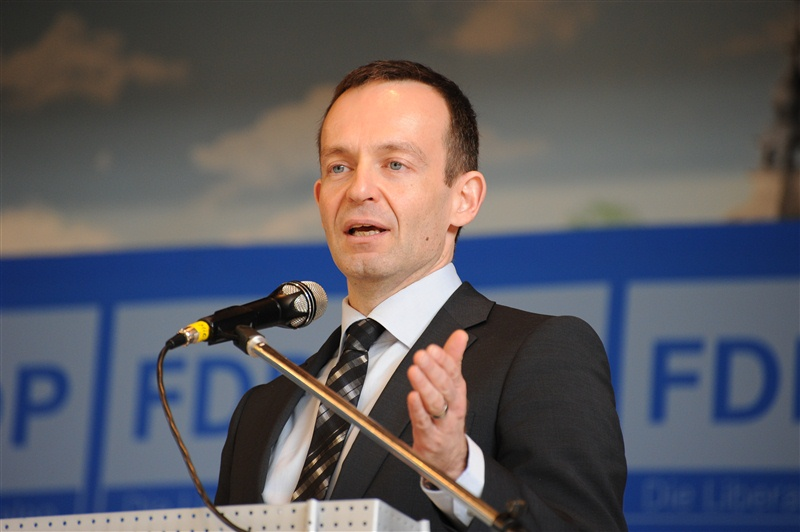
Wissing im Jahr 2012

Von 1998 bis 2024 war Wissing Mitglied der FDP und seit 2001 Kreisvorsitzender der FDP Landau/Südliche Weinstraße. Wissing gehörte seit 2000 dem Bezirksvorstand der FDP Pfalz und seit 2004 dem FDP-Landesvorstand Rheinland-Pfalz an. Seit 2007 war er Mitglied des FDP-Bundesvorstandes. Von 2007 bis 2011 war er stellvertretender Landesvorsitzender der FDP Rheinland-Pfalz. Er war Vorsitzender des FDP-Bundesfachausschusses Finanzen- und Steuerpolitik. Wissing war Mitglied im Schaumburger Kreis, einem Zusammenschluss des liberal-konservativen Wirtschaftsflügels in der FDP.
Am 7. Mai 2011 wurde Volker Wissing zum Landesvorsitzenden der FDP in Rheinland-Pfalz gewählt.
Am 7. Dezember 2013 wurde Wissing auf dem außerordentlichen FDP-Bundesparteitag zum Beisitzer des Präsidiums der FDP-Bundespartei gewählt. Auf dem Bundesparteitag in Berlin am 15. Mai 2015 wurde er mit 80,9 % der Stimmen in diesem Amt bestätigt. Auf dem Bundesparteitag 2017 wurde er wiederum in das Präsidium als Beisitzer gewählt. Am 17. August 2020 wurde Wissing als Nachfolger von Linda Teuteberg als Generalsekretär der FDP nominiert. Auf dem FDP-Bundesparteitag am 19. September 2020 wurde Volker Wissing mit 528 der 638 abgegebenen gültigen Stimmen zum Generalsekretär der FDP gewählt. In diesem Amt folgte ihm am 23. April 2022 Bijan Djir-Sarai nach.
Am 7. November 2024, einen Tag nach dem Bruch der Ampelkoalition, erklärte Wissing seinen Austritt aus der FDP. Er verblieb daraufhin als einziger (nunmehr ehemaliger) FDP-Minister in der Regierung Scholz. Wissing begründete seinen Schritt damit, dass dies seiner „Vorstellung von Übernahme von Verantwortung“ entspreche, nachdem er sich bereits im Vorfeld für einen Verbleib der FDP in der Regierung ausgesprochen hatte. Er distanziere sich mit dem Austritt „nicht von den Grundwerten“ der FDP und wolle „nicht in eine andere Partei eintreten“. Er wolle mit dem Verbleib in der Regierung sich selbst „treu bleiben“ und mit dem Austritt aus seiner Partei eine Belastung von der FDP abwenden. Noch am selben Tag übernahm Wissing die Position des Justizministers von seinem ehemaligen Parteikollegen Marco Buschmann.

## Abgeordneter und Minister
Am 23. Januar 2004 rückte er für die tödlich verunglückte Abgeordnete Marita Sehn in den Bundestag nach. Hier war er bis 2009 Obmann der FDP im Finanzausschuss des Deutschen Bundestages und Sprecher der FDP-Bundestagsfraktion für Weinbaupolitik. Am 12. November 2009 wurde Volker Wissing Vorsitzender des Finanzausschusses für die 17. Legislaturperiode. Im März 2010 wurde er finanzpolitischer Sprecher der FDP-Bundestagsfraktion und am 10. Mai 2011 wurde er in Kampfkandidatur gegen den bisherigen stellvertretenden Fraktionsvorsitzenden Jürgen Koppelin, der Kritik an der Fraktionsvorsitzenden Birgit Homburger geäußert hatte, zum stellvertretenden Vorsitzenden der FDP-Bundestagsfraktion gewählt. Wissing zog stets über die Landesliste Rheinland-Pfalz in den Bundestag ein. Durch das Scheitern der FDP an der Fünf-Prozent-Hürde bei der Bundestagswahl 2013 schied Wissing mit der Konstituierung des 18. Deutschen Bundestages aus dem Parlament aus.
Bei der Landtagswahl 2016 trat er als Spitzenkandidat der FDP an und führte sie mit 6,2 Prozent der Zweitstimmen zurück in das Parlament. Er wurde über die Landesliste in den 17. Landtag von Rheinland-Pfalz gewählt. Am 14. März 2016 wurde er zum Vorsitzenden der FDP-Fraktion gewählt. Nach Abschluss der Koalitionsverhandlungen mit SPD und Grünen wurde die erste Ampelkoalition in Rheinland-Pfalz gebildet. Anschließend gab er den Fraktionsvorsitz an Thomas Roth ab. Im zweiten Kabinett Dreyer, das am 18. Mai 2016 vom rheinland-pfälzischen Landtag bestätigt wurde, war Wissing Minister für Wirtschaft, Verkehr, Landwirtschaft und Weinbau und stellvertretender Ministerpräsident. Aufgrund seines beabsichtigten Wechsels in die Bundespolitik trat er bei der Landtagswahl im März 2021 nicht mehr an. Seine Nachfolgerin im dritten Kabinett Dreyer wurde am 18. Mai 2021 Daniela Schmitt.

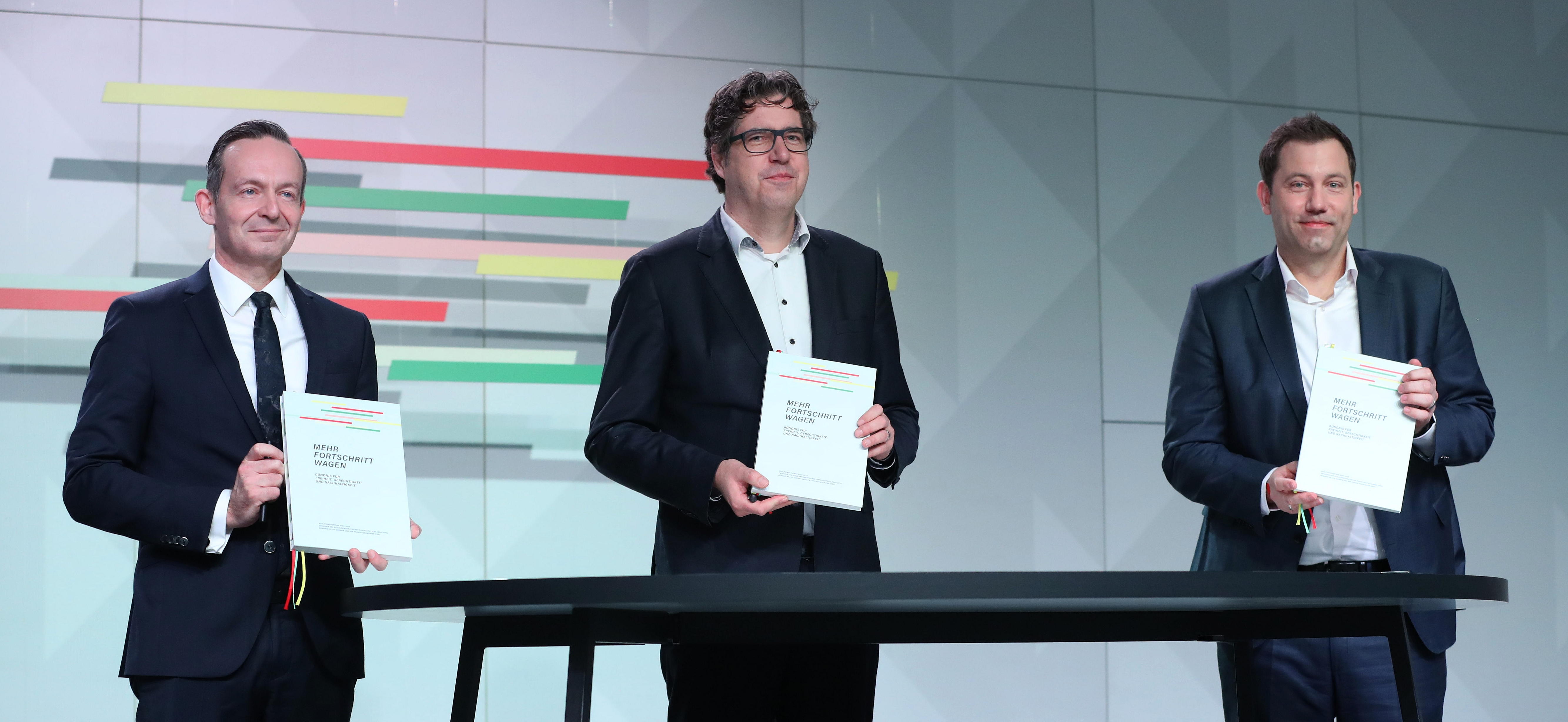
Wissing zusammen mit Michael Kellner und Lars Klingbeil mit dem Koalitionsvertrag der Ampelparteien (2021)

Zur Bundestagswahl 2021 wurde Wissing als Spitzenkandidat auf der Landesliste der FDP Rheinland-Pfalz nominiert und trat zugleich als FDP-Kandidat im Wahlkreis Südpfalz an. Er errang 10 % der Erststimmen und belegte damit Platz 4 unter den Wahlkreiskandidaten, konnte aber über die Landesliste in den Bundestag einziehen.
Seit dem 8. Dezember 2021 war er Bundesminister für Digitales und Verkehr im Kabinett Scholz. Er sprach sich wiederholt gegen die Einführung einer generellen Geschwindigkeitsbeschränkung auf Autobahnen aus; laut Koalitionsvertrag ist eine solche auch nicht vorgesehen.  Die Einführung einer vorübergehenden Geschwindigkeitsbeschränkung angesichts des Russischen Überfalls auf die Ukraine und der damit einhergehenden Energiekrise lehnte er ab, da eine solche Maßnahme umstritten sei, die Gesellschaft spalte, es dafür keine Mehrheiten gäbe und weil der Aufwand für eine lediglich dreimonatige Aufstellung und Abbau von Schildern erheblich wäre. Außerdem habe man dafür nicht genügend Schilder auf Lager. Während seiner Amtszeit wurde zum 1. Mai 2023 das Deutschlandticket eingeführt. Auch wurde in seiner Amtszeit das Konzept der Generalsanierung bzw. Korridorsanierung von Bahnstrecken erarbeitet. Hierbei werden Bahnstrecken nicht mehr „unter rollendem Rad“ über Jahre hinweg, sondern in mehrmonatigen Vollsperrungen vollständig saniert. Mit der Sanierung der Riedbahn lief von 15. Juli 2024 bis 14. Dezember 2024 das erste Projekt nach dem neuen Konzept.
Nachdem im November 2024 die FDP aufgrund des Auseinanderbrechens der Ampelkoalition ihre Minister aus der Regierung zurückgezogen hatte, kündigte er seinen Austritt aus der FDP an mit der Absicht, Bundesminister bleiben zu wollen; zusätzlich wurde er zum Bundesminister der Justiz ernannt. Er verkündete zudem, bei der Bundestagswahl 2025 nicht mehr anzutreten.
Im Januar 2025 stimmte Wissing im Bundestag gegen einen Antrag der Union zur Migrationspolitik, der mit Stimmen von AfD und FDP beschlossen wurde. Am Tag danach übte Wissing via X scharfe Kritik am Verhalten von FDP und Union: „Bereits der Bruch der Ampel hat die Möglichkeiten einer Zusammenarbeit unter Demokraten eingeschränkt, der gestrige Dammbruch erst recht. Wer das besser findet, als Kompromisse zu schließen, hat die Mitte unserer Gesellschaft verlassen.“
Im März 2025 stimmte Wissing der Grundgesetzänderung zur Lockerung der Schuldenbremse zu. Zur Schuldenbremse erklärte Wissing in einem Interview im März 2025, sie mache den Staat handlungsunfähig und stärke Extremisten. Mit seinen Aussagen stellte er sich gegen Christian Lindners Einschätzungen als Finanzminister.

## Kritik
Der Expertenrat für Klimafragen, der die jährlichen Ziele der Bundesregierung zum Klimaschutz auf der Ebene einzelner Wirtschaftssektoren prüft, stellte dem 2022 von Wissing vorgelegten Klimaplan ein vernichtendes Urteil aus. Dieses Sofortprogramm sollte Maßnahmen zur Reduzierung des CO2-Ausstoß des deutschen Verkehrssektors darlegen, nachdem die vorgeschriebenen Sparziele im Jahr 2021 verfehlt wurden. Der Expertenrat attestierte dem 4-seitigen Papier, dass es „nicht die Anforderungen an ein Sofortprogramm erfüllt“ sowie „nicht der Anspruch [besteht], auf den Klimapfad zurückzukommen“, und lehnte eine Prüfung der vorgeschlagenen Maßnahmen ab.
Der wissenschaftliche Dienst des deutschen Bundestages attestierte Wissing nach Angaben der Frankfurter Rundschau, gegen Klimaschutzgesetze zu verstoßen. Luisa Neubauer bezeichnete im März 2023 die ihrer Meinung nach nicht vorhandenen Bemühungen in Bezug zum Klimaschutz als „Arbeitsverweigerung“ und forderte den Rücktritt Wissings als Bundesminister. Auch die OECD kritisiert mangelnde Bestrebungen im Bereich der Verkehrswende: „Viele Chancen, wie ein breiterer Einsatz von Tempolimits, Mautgebühren für Pkw und leichte Nutzfahrzeuge oder City-Mauten, wurden nicht genutzt; andere, beispielsweise die Anhebung der Parkgebühren, werden nur langsam realisiert.“ In einer Kolumne im SPIEGEL wird Wissing auch seine Haltung gegenüber E-Fuels vorgeworfen: So sagte er 2022 im Tagesspiegel, dass „die Entscheidung für die E-Mobilität [...] längst gefallen“ sei und „auf absehbare Zeit [...] nicht genug E-Fuels“ vorhanden seien, „um die jetzt zugelassenen Pkw mit Verbrennungsmotor damit zu betreiben“. Im März 2023 kündigten die FDP und er jedoch die Vereinbarung zum EU-weiten Verbrenner-Aus auf und beharrten auf einer Ausnahme für jene E-Fuels, nachdem Wissing bereits selbst zugestimmt hatte. Dieser Vorgang sorgte auch international für Aufsehen: Während das Vorgehen für den Economist „ein tollpatschiger Versuch, neue europäische Gesetzgebung in letzter Minute zum Scheitern zu bringen“ war, attestierte die Financial Times, dass Deutschland ein „schreckliches Beispiel für andere Länder“ abgebe.
Einen Monat nachdem sich Wissing negativ zu Elon Musk und dessen Übernahme der Plattform Twitter geäußert hatte, traf er sich im Januar 2023 mit dem Milliardär, um sich mit ihm zum Thema Desinformation auszutauschen. Dies wurde unter anderem von Renate Künast (Grüne) und dem Europa-Abgeordneten Dennis Radtke (CDU) kritisiert.
Im Juni 2023 begann die Registrierungsphase des von Wissing zum 60. Jahrestag des Élysée-Vertrags initiierten deutsch-französischen Freundschaftspasses. Mit diesem sollten junge Erwachsene im Alter von 18 bis 27 Jahren mit Wohnsitz in Deutschland oder Frankreich zwischen 1. Juli und 31. Dezember 2023 einen Monat lang mit der Bahn das jeweilige Nachbarland bereisen können. Wissing versprach einen reibungslosen Ablauf. Dieses Versprechen konnte er jedoch nicht einhalten. Nach kurzer Zeit waren die Server überlastet und eine Registrierung dadurch nicht möglich. Der Support der Website war ebenfalls nicht erreichbar.
Im Jahr 2023 geriet Wissing in die Kritik, weil er Stefan Birkner (FDP) für den Posten des Vorsitzenden der Geschäftsführung der Autobahn GmbH wollte. Der Beamtenbund verwies auf die unterlassene Stellenausschreibung und die Übergehung des Aufsichtsrates bei der Personalentscheidung. Auch Arbeitnehmervertreter, Mitglieder von SPD und Bündnis 90/Die Grünen sowie Ulrich Lange (CSU) kritisierten Wissing für sein Vorgehen.
Mit Genehmigung Wissings übernahm der Parlamentarische Staatssekretär des BMDV, Oliver Luksic, während seiner Amtszeit die Schirmherrschaft einer Kampagne für HVO100-Kraftstoff, der laut Einwänden eines Fachreferates keine realistische Aussicht auf Breitenwirkung habe. Der initiierende Interessenverband warb zwischenzeitlich damit, in engem Austausch mit Wissing zu stehen. Die Schirmherrschaft Luksics ruhte daraufhin; Lobbycontrol forderte dessen Rücktritt.
Anfang 2024 stellte das Verkehrsministerium die Förderung von Wasserstoff-Projekten ein. Auslöser waren verschiedene Medienberichte, u. a. des Handelsblattes und des Spiegel, wonach der Leiter der Abteilung für Wasserstoff 1,5 Millionen Euro Fördergelder für Wasserstoffprojekte bewilligt hatte. Gleichzeitig war der Abteilungsleiter ein guter Freund von Werner Diwald vom Deutschen Wasserstoff-Verband; auch ein bayerischer Unternehmer und seine Gattin sollen laut Spiegel „erstaunliche Nähe“ zu jenem Abteilungsleiter gepflegt haben. Beide waren laut Spiegel Teilhaber eines vom Verkehrsministerium mit 11,7 Mio. Euro geförderten Elektrolyseurs in Niederbayern. Im Zuge der Medienberichte und des internen Untersuchungsprozesses geriet auch Staatssekretär Stefan Schnorr selbst in Kritik, weil er laut Spiegel im Zuge der von ihm geleiteten Untersuchungen Wesentliches übersehen und die Öffentlichkeit nicht vollumfänglich informiert haben soll.
Im Juli 2024 verlieh das Netzwerk Recherche seinen Negativpreis Verschlossene Auster für „Auskunftsverweigerer in Politik und Wirtschaft“ an Wissing und sein Bundesministerium für Digitales und Verkehr „für seinen problematischen Umgang mit Recherchen des Handelsblatt-Reporters Daniel Delhaes zu Interessenkonflikten in seinem Ministerium“.

## Mitgliedschaften
Wissing war Mitglied der Europa-Union Parlamentariergruppe Deutscher Bundestag.